# Calhoun (Georgie)
Calhoun je město v Gordon County, v Georgii, ve Spojených státech amerických. Rozkládá se na březích řeky Oostanaula. V roce 2022 žilo ve městě 16 949 obyvatel.

## Historie

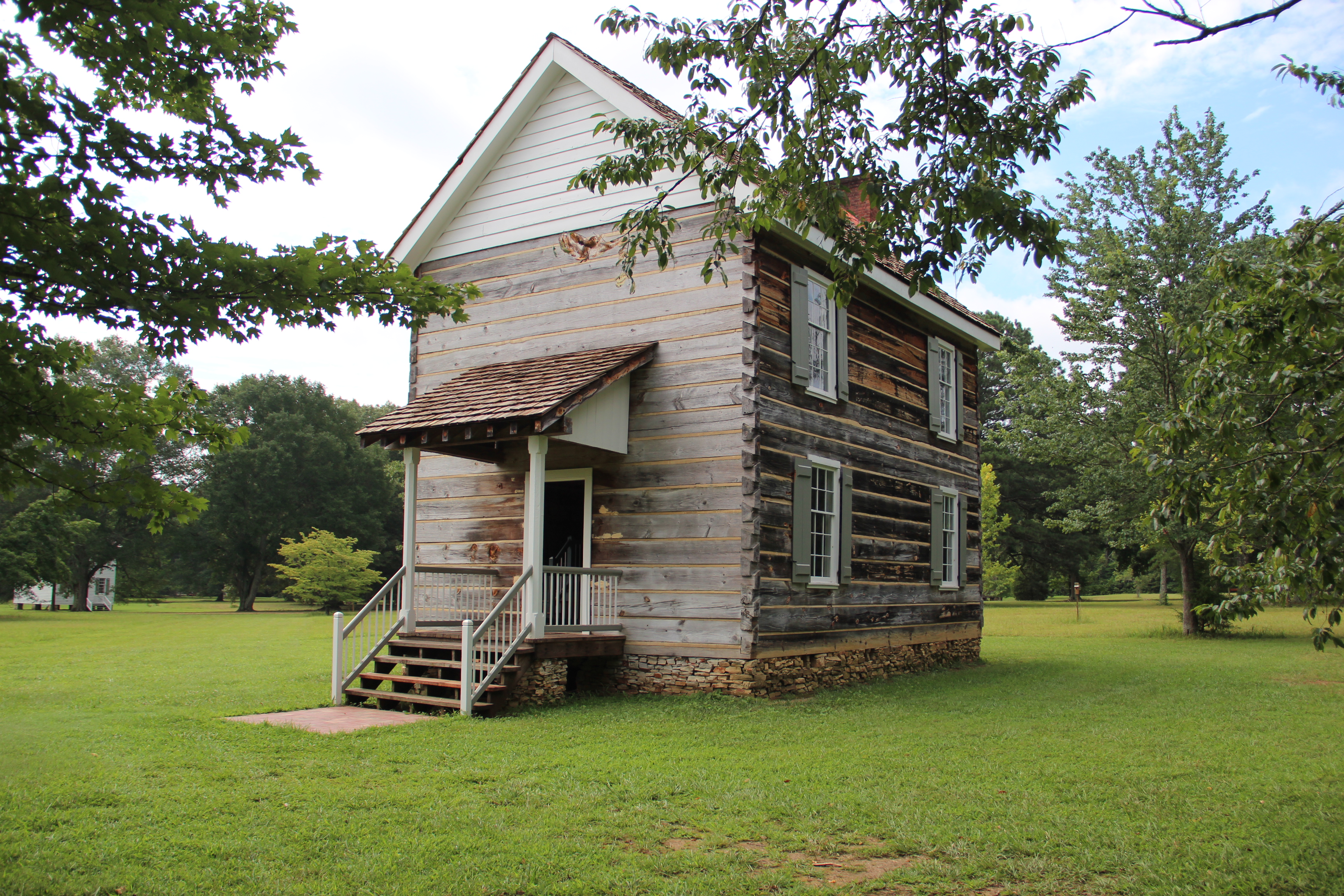
První radnice městečka New Echota

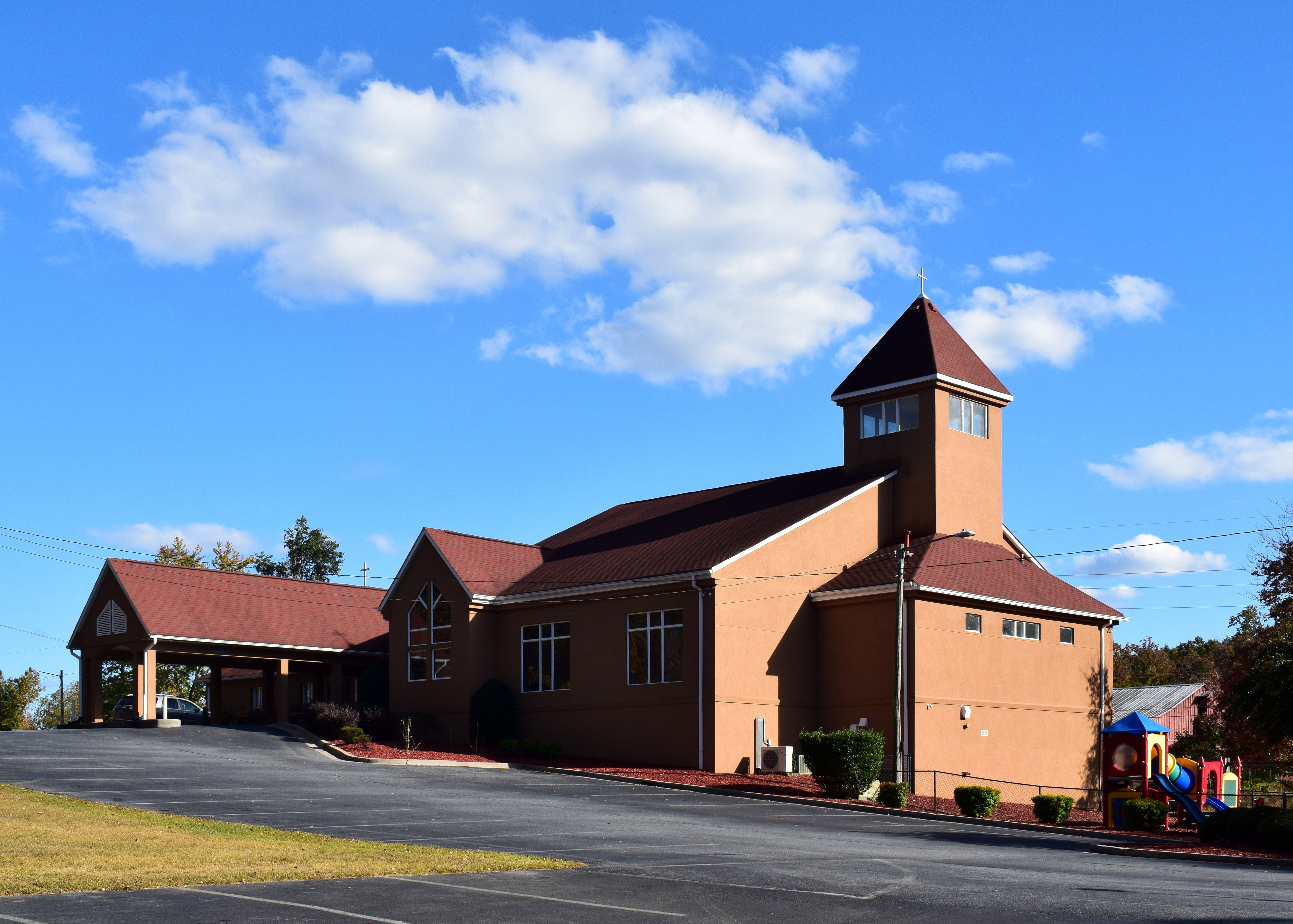
Římskokatolický kostel sv. Klementa

Oblast byla dlouho obydlena pouze indiány kmene Čerokíů, z nichž na přelomu 18. a 19. století vyšel Sequoyah, Američany pojmenovaný George Gist, zdejší myslitel a tvůrce čerokézského písma. Hlavním městem až do 29. prosince 1835 byla New Echota. Když Čerokíové odmítli opustit zemi svých předků, prezident Spojených států Andrew Jackson poslal vojsko, aby vytlačilo Indiány ze severní Georgie do Oklahomy, tato akce vešla do dějin jako Slzavá stezka.
Po vyhnání Čerokíů Georgia a další lokality přešly pod správu Gordon County. Nové městečko bylo nazváno Dawsonville, po zdejším majiteli obchodu se smíšeným zbožím. 
Na Calhoun bylo městečko přejmenováno na počest senátora Johna C. Calhouna po jeho smrti v roce 1850. V roce 1851 se Calhoun stal krajským městem.
5. ledna 1861 se Georgia oddělila od Unie a Calhoun se během občanské války stal součástí Konfederace států amerických. 16. května 1864 se poblíž Calhounu odehrála bitva o Adairsville mezi generály Shermanem a Johnstonem.

## Demografie
Podle sčítání lidí v roce 2000 žilo ve městě 10667 obyvatel, 4049 domácností a 2672 rodin. V roce 2011 žilo ve městě 7665 mužů (49,0%), a 7987 žen (51,0%). Průměrný věk obyvatele je 33 let.

## Památky a turistické cíle
- Historické centrum městečka New Echota
- Rock Garden, zahrada s kamennými miniaturami světových stavebních památek

## Osobnosti
- Sequoyah alias George Gist (asi 1770– asi 1844) – čerokízský indián, tvůrce čerokézského písma a myslitel
- McCartney Kesslerová (* 2000) – americká profesionální tenistka
- Ken Carson (* 2000) – americký raper